# Обун
Обун је мало ненасељено острво у хрватском делу Јадранског мора.
Налази се у акваторији општине Пакоштане око 2 км западно од  острва Вргаде са још 12 острва и острвца. Површина острва износи 0,171 км². Дужина обалске линије је 1,66 км.. Највиши врх је висок 19 метара.